# Зубаревская (Костромская область)
Зубаревская — упразднённая деревня в Павинском районе Костромской области России. Входила в состав Павинского сельского поселения. Исключена из учётных данных в 2018 году.

## География
Находится в северо-восточной части Костромской области на расстоянии приблизительно 12 км на юго-восток по прямой от села Павино, административного центра района.

## Население
| 2008 | 2010 | 2014 |
| ---- | ---- | ---- |
| 0    | →0   | →0   |